# 甲斐犬
甲斐犬是狩獵犬的一種，原產於日本山梨縣山區，由於山梨縣的古國名稱為「甲斐」，因而成為此犬種的命名。在1934年（昭和9年）1月22日被日本國家指定為天然記念物。
甲斐犬是種典型的獵犬，擁有對於野豬與熊這類大型動物也不會懼怕的特質，但是卻對飼主與其家族都非常順從，以家庭犬來說，擁有非常優良的資質。此外，不會輕易的與飼主以外的人親近，有對飼主一生忠誠的特性，在日本多數人都認為此犬種是屬於「一代一主之犬」。

## 來源
甲斐犬的祖先一般都認為是約在4,000年前左右，和東南亞的狩獵民族一起渡來。日本甲斐犬的發源地是山梨縣西部，當地約佔有96%以上的森林，屬於南日本阿爾卑斯山麓，標高約718公尺－1382公尺的段丘。兩側多是幅度相當大的傾斜地，連著綿延山群地區。由於這樣地形影響，形成甲斐犬與周邊地區的隔離，造成甲斐犬也有比較不容易接受其他種類的性質。這也是能夠保持甲斐犬種比較純粹性的一大要因。
這個地區一直到昭和初期左右都還是屬於以狩獵來獲取糧食為主的生活，甲斐犬由於身上會有虎紋的出現，以及其狩獵上活耀的特性，所以也稱為虎犬，伴隨著人類一起狩獵。直到現在為止，多數一致認為甲斐犬的故鄉就是在這日本第二高峰北岳（標高3,192公尺）的登山口，以及眾多連綿的高山群。也有一個說法是認為山梨縣中巨摩郡芦安村（現在的南阿爾卑斯市）是其真正的故鄉。
1929年（昭和4年）的當時，一位要由橫濱前往甲府地檢赴任的安達太助，在甲斐的祕境發現了這種犬隻之後，於1931年（昭和6年）創立了「甲斐日本犬愛護會」，這就是現在甲斐犬愛護會的前身。安達會長在當時的南巨摩郡奈良田村發現的此種犬隻群生，以這裡的甲斐犬為基礎犬，就這樣奠定了此犬種的保護基礎。繼秋田犬之後在1934年1月22日被日本國家指定為天然紀念物，成為日本中型犬種裡第一個指定文化財產的犬類動物。

## 外貌特徵
甲斐犬表面的毛質屬於比較剛直，內有綿密的棉毛。毛色一般分有黑虎毛、中虎毛以及赤虎毛三種類別。平均體高約40－50公分，平均體重約11－23公斤。豎耳成三角形狀微向前傾，比起其他日本犬種，甲斐犬的耳朵算是屬於大的。齒牙強韌，額頭寬且輪廓明顯，腰背直挺，腰靈活有力。尾巴較長且粗，有卷狀尾巴和長直狀的尾巴兩種，四肢發達，肌肉結實，有豐富的奔走能力以及跳躍能力。
體型屬於中小型犬種，由於是生長在山梨縣，周圍被隔離的山間，長期固定在自然的生長環境，所以被認為是非常典型的日本犬種體型。
甲斐犬最明顯的特徵就是在牠的毛色，主要是由黑色與茶褐色相間形成的老虎斑紋，主要以其毛色混合的狀態分為三種類型。這和一般北海道犬、秋田犬等日本犬種的虎紋都不類似，是種甲斐犬獨特的虎紋。甚至也不像其他一般的日本犬種有著白色、茶色或是淺茶色的那種混合模樣。雖然少量的白色斑紋是被承認的，但是這是屬於比較少部分的類型。
- 【黑虎毛】底色是黑色，有著茶褐色的虎斑。這是所有甲斐犬最常見的一種類型。
- 【中虎毛】底色屬於比較淺的黑色，與茶褐色混合而成的虎紋。
- 【赤虎毛】這是目前最為罕見的類型，底色呈茶褐色或是淺茶色，牠是小白虎

## 性格
由於甲斐犬是種源自於自然環境山區的狩獵犬，性格屬於活潑好動，而且記憶力也相當好。當狩獵時擁有冷靜的頭腦，並不會隨便對獵物发起攻擊。同時有相當優良的持久力與忍耐力，身體對於氣溫的寒冷以及炎熱適應能力也很強。雖然在現代大都已經訓化為家庭犬，但是仍然保有某程度的野性。尤其是當牠的精神壓力變大時，就會很容易顯露出原有粗暴的野性。